# 코프 자리옮김
코프 자리옮김 또는 코프 전위(Cope rearrangement)는 미국의 화학자 아서 코프에 의해 1940년에 연구된 유기 반응이다. [3,3]-시그마트로픽 재배열의 대표적인 예로, 1,5-diene이 concerted 메커니즘을 거쳐 또 다른 1,5-diene 구조이성질체를 만드는 반응이다.
아서 코프는 이 반응을 발견했을 당시 아래와 같은 2가지 방법을 이용하여 concerted 메커니즘을 거친다는 것을 증명하였다.
첫번째는, 위 그림에서 보이는 바와 같이 바이닐 수소가 중수소로 치환되어 있는 시작물질을 사용하는 방법이다. 중수소로 치환되어 있지 않은 Hexa-1,5-diene의 경우, Cope 자리옮김반응을 거치더라도 생성물질이 시작물질과 동일하지만, 중수소가 치환되어 있을 경우, 시작물질과 생성물질이 달라지게 된다.
두번째는, 위 그림에서 보이는 바와 같이 4개의 추가적인 메틸기가 더 붙어있는 시작물질을 사용하는 방법이다. 이 경우에도 첫번째 방법과 같이 시작물질과 생성물질을 다르게 할 수 있는데, 반응전후의 물질이 서로 거울상관계에 놓여있다는 점이 첫번째와 다르다. (첫번째의 경우는 구조이성질체 관계)

## 관련 반응
- Oxy-Cope 자리옮김반응
- Aza-Cope 자리옮김반응